# أسبند (بالا خيابان ليتكوة)
أسبند (بالفارسية: اسپند) هي قرية تقع في إيران في قسم بالا خیابان لیتکوة الريفي. يقدر عدد سكانها بـ 276 نسمة.